# Manoir de Malaise
Le manoir de Malaise est une demeure des XVe et XVIe siècles qui se dresse sur le territoire de la commune française de Saint-Hilaire-sur-Erre, dans le département de l'Orne, en région Normandie. L'édifice est partiellement inscrit au titre des monuments historiques.

## Localisation
Le manoir est situé sur le territoire de la commune de Saint-Hilaire-sur-Erre, au lieu-dit La Malaise dans le département français de l'Orne.

## Description
Le manoir des XVe et XVIe siècles se compose de deux corps de bâtiments : un bâtiment rectangulaire du XVIe siècle sur lequel fait saillie, à l'angle sud-ouest, une tour de défense circulaire, et auquel est accolé à l'ouest un gros pavillon carré. Au nord, cet ensemble a été prolongé par un bâtiment plus récent. Le pavillon carré renferme un escalier en vis et une ancienne chapelle. Cinq bâtiments de communs du XIXe siècle, complètent l'ensemble et sont caractéristiques de l'architecture rurale du Perche.

## Protection
Les façades et toitures ainsi que le fournil sont inscrits au titre des monuments historiques par arrêté du 12 décembre 1990.